# Arctosa kiwuana
Arctosa kiwuana là một loài nhện trong họ Lycosidae.
Loài này thuộc chi Arctosa. Arctosa kiwuana được Embrik Strand miêu tả năm 1913.